# Johann von Beust
Johann von Beust OPraem († 14. September 1427) war 1427 Bischof von Havelberg.

## Leben
Johann wurde 1411 Domherr in Havelberg. Er war Pfarrer von Perleberg als er 1427 vom Domkapitel zum Bischof von Havelberg gewählt wurde. Die Bestätigung durch Papst Martin V. erfolgte am  26. Mai 1427. Johann starb am 14. September 1427, noch vor der Weihe zum Bischof. Er wurde im Havelberger Dom bestattet.

## Bemerkungen
1. ↑  
Gottfried Wentz: Das Bistum Havelberg. (= Germania Sacra. A. F. Abt. 1: Die Bistümer der Kirchenprovinz Magdeburg.) de Gruyter, Berlin und Leipzig 1933, S. 162 (Digitalisat)
2. ↑  
Gottfried Wentz: Das Bistum Havelberg. (= Germania Sacra. A. F. Abt. 1: Die Bistümer der Kirchenprovinz Magdeburg.) de Gruyter, Berlin und Leipzig 1933, S. 184 (Digitalisat)

| Vorgänger        | Amt                        | Nachfolger          |
| ---------------- | -------------------------- | ------------------- |
| Friedrich Krüger | Bischof von Havelberg 1427 | Konrad von Lintorff |

| Personendaten    | Personendaten                |
| ---------------- | ---------------------------- |
| NAME             | Beust, Johann von            |
| KURZBESCHREIBUNG | Bischof von Havelberg (1427) |
| GEBURTSDATUM     | 14. Jahrhundert              |
| STERBEDATUM      | 14. September 1427           |